# Aristidis Rapanakis
Aristidis Rapanakis (gr. Αριστίδης Ραπανάκης, ur. 11 lutego 1954, zm. 23 października 2022) – grecki żeglarz sportowy. Brązowy medalista olimpijski z Moskwy.
Zawody w 1980 były jego jedynymi igrzyskami olimpijskimi. Zdobył brąz w klasie Soling, wspólnie z nim płynęli Anastasios Bunduris i Anastasios Gawrilis. W klasie Soling był srebrnym medalistą mistrzostw globu w 1981.